# روگالوو (استان اشوی‌داشکسیه)
روگالوو (به لهستانی: Rogalów) یک منطقهٔ مسکونی در لهستان است که در گمینا کراسوچین واقع شده‌است. روگالوو ۸۸ نفر جمعیت دارد.